# Quando l'amore parla
Quando l'amore parla (The Princess and the Plumber) è un film del 1930 diretto da Alexander Korda e John G. Blystone (quest'ultimo non accreditato), tratto dal racconto breve The Princess and the Plumber di Alice Duer Miller pubblicato su The Saturday Evening Post nel dicembre 1929.

## Trama
Un principe caduto in disgrazia spera di recuperare il suo prestigio dando in sposa la figlia ad un barone. La principessa finirà invece per innamorarsi di un giovane idraulico americano.

## Distribuzione
Il film venne distribuito nelle sale statunitensi a partire dal 21 dicembre 1930.